# Rådhustorget, Tallinn
Rådhustorget (estniska: Raekoja plats) är ett torg i Gamla staden i Tallinn. Torget är en populär samlingsplats, med en historia ända ifrån medeltiden, och används idag för olika evenemang och aktiviteter, såsom till exempel utomhuskonserter, torgförsäljning, Gamla stadens dagar, medeltidsdagar och julmarknader.Kända byggnader vid torget inkluderar bland andra rådhuset och Rådhusapoteket.

## Historik
De första uppgifterna om torget dateras till 1313, då platsen kallades Forum. 1371 kallades platsen Market och 1442 var den känd som Vana Turg. Andra namn som förekommit är Saksa Turg ("tyska torget") och Rootsi Turg ("svenska torget"). Det erhöll sitt nuvarande namn 1923..

### Julgranstradition
Det påstås att världens första offentliga julgran restes på torget vid Rådhuset i Tallinn 1441. Det var en av det medeltida brödraskapet Svarthuvudenas uppgifter att resa upp julgranen på Rådhustorget. Traditionen att resa en praktfull julgran på detta torg, som också är platsen för Estlands största julmarknad fortsätter.

## Bildgalleri

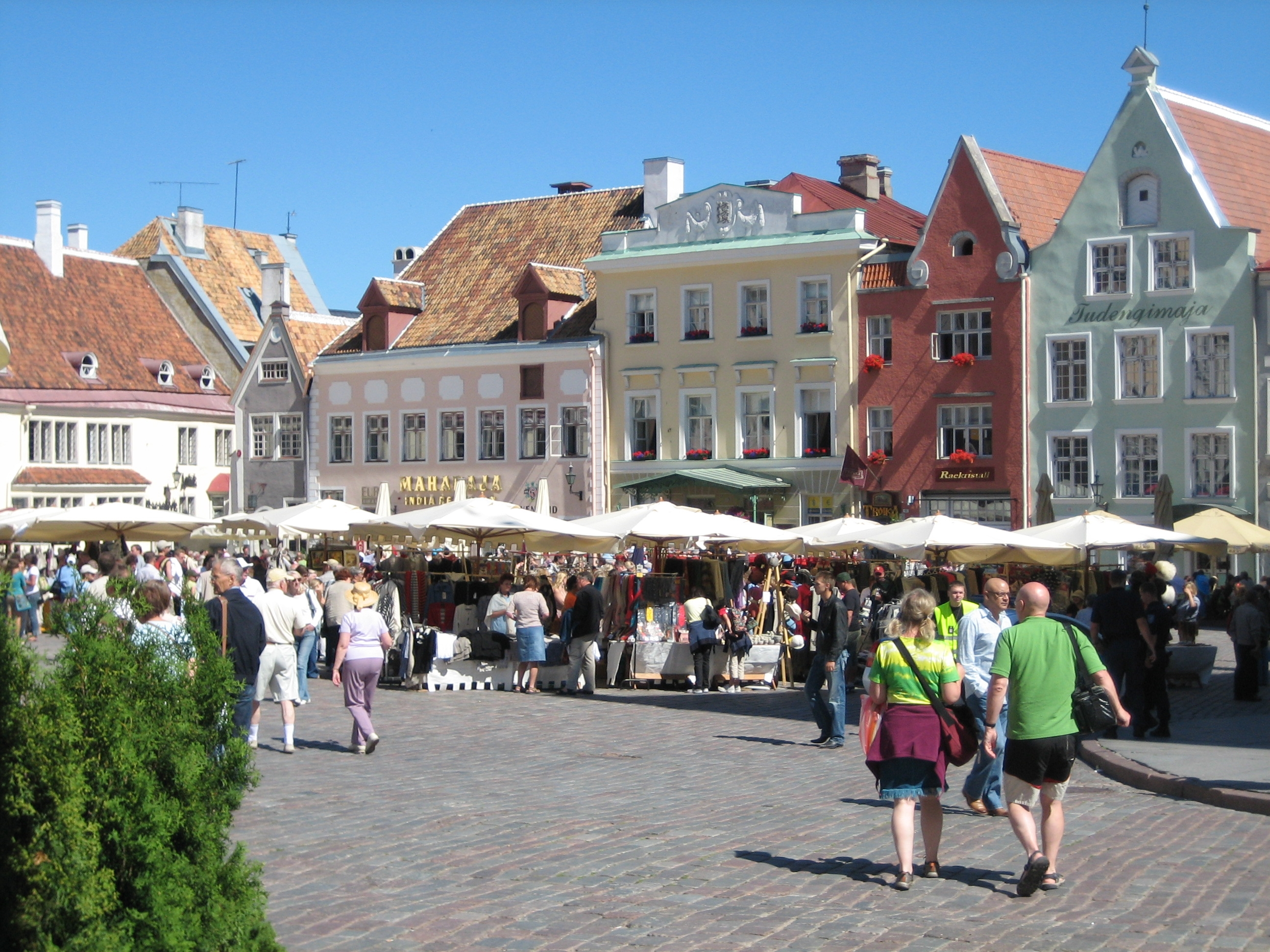
Försäljningsstånd på Rådhustorget
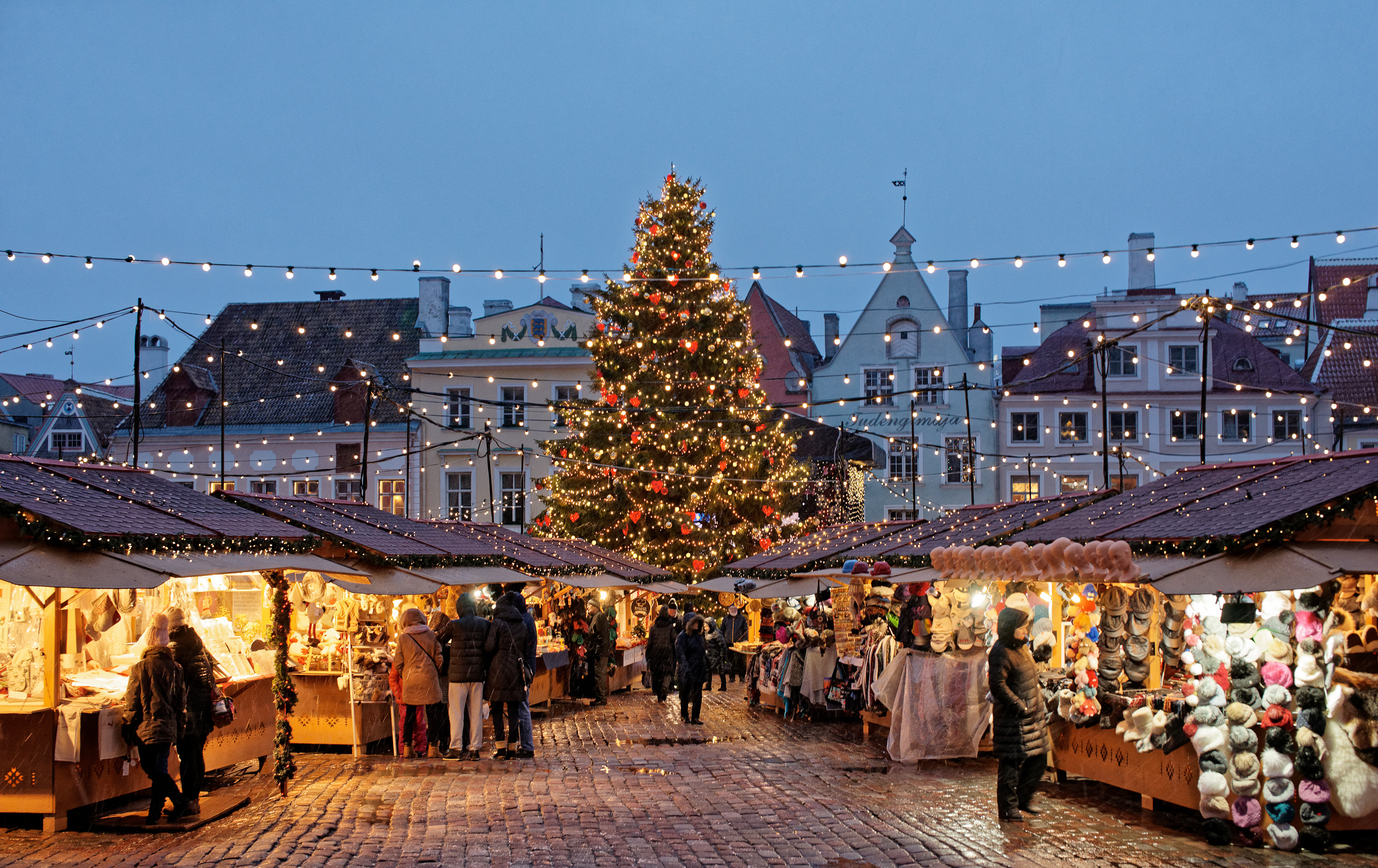
Julmarknaden på Rådhustorget, 2017
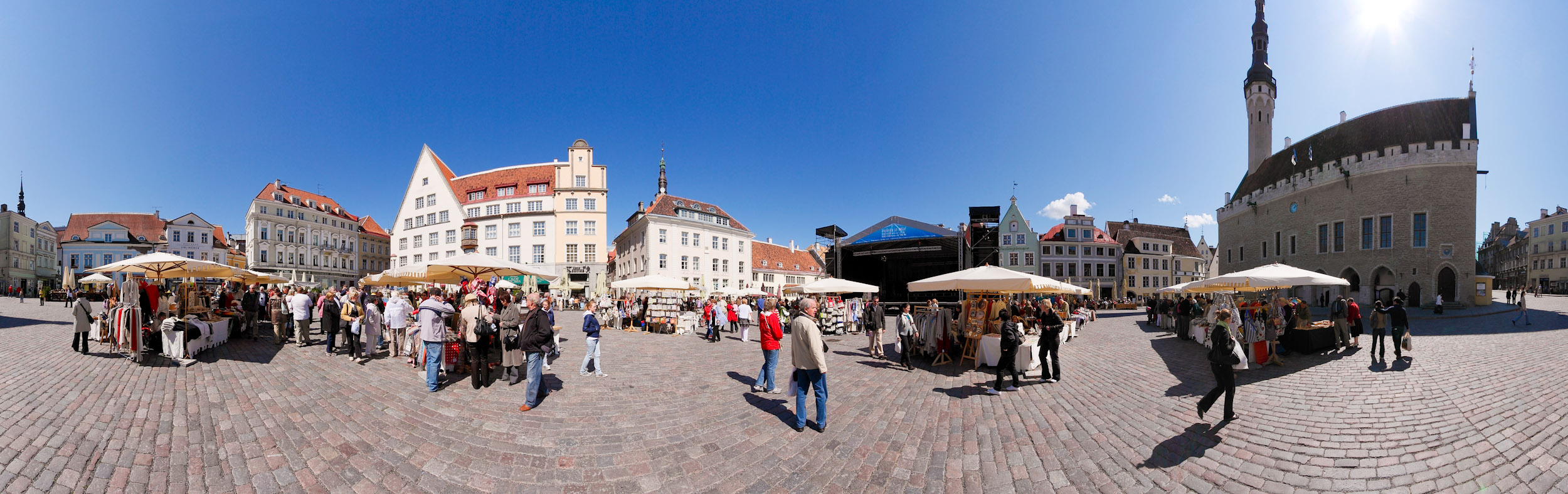
Panoramavy över Rådhustorget